# Olof Ramström
Olof Ramström, född 1963, är en svensk kemiingenjör. 
Ramström avlade civilingenjörsexamen i kemiteknik vid Lunds tekniska högskola 1990 och disputerade 1996 vid samma lärosäte. Från 2009 till 2018 var han professor i supramolekylär kemi på Kungliga tekniska högskolan (KTH) där han undervisade i organisk kemi. Han tilldelades 2009 studentkårens pris som årets lärare på KTH och tilldelades 2010 Edlundska priset. Han invaldes 2013 som ledamot av Kungliga Vetenskapsakademien.